# غاريقون قصبي
غاريقون قصبي (الاسم العلمي: Agaricus arundinetum ) هو نوع الفطريات يتبع جنس الغاريقون من الفصيلة الغاريقونية.